# Matija Horvat
Matija Horvat (Čakovec, 7 maggio 1999) è un calciatore croato, centrocampista dell'Admira Wacker M..

## Carriera
Cresciuto nel settore giovanile del Kapfenberger, debutta in prima squadra il 15 luglio 2016 in occasione dell'incontro di coppa d'Austria vinto 6-0 contro il Purgstall.
Il 29 gennaio 2021 viene acquistato dall'Hartberg, con cui firma un contratto di un anno e mezzo.

## Statistiche

### Presenze e reti nei club
Statistiche aggiornate al 3 ottobre 2021.
| Stagione        | Squadra         | Campionato      | Campionato | Campionato | Coppe nazionali | Coppe nazionali | Coppe nazionali | Coppe continentali | Coppe continentali | Coppe continentali | Altre coppe | Altre coppe | Altre coppe | Totale | Totale |
| Stagione        | Squadra         | Comp            | Pres       | Reti       | Comp            | Pres            | Reti            | Comp               | Pres               | Reti               | Comp        | Pres        | Reti        | Pres   | Reti   |
| --------------- | --------------- | --------------- | ---------- | ---------- | --------------- | --------------- | --------------- | ------------------ | ------------------ | ------------------ | ----------- | ----------- | ----------- | ------ | ------ |
| 2016-2017       | Kapfenberger    | 1L              | 0          | 0          | CA              | 1               | 0               |                    | -                  | -                  |             | -           | -           | 1      | 0      |
| 2017-2018       | Kapfenberger    | 1L              | 6          | 0          | CA              | 0               | 0               |                    | -                  | -                  |             | -           | -           | 6      | 0      |
| 2018-2019       | Kapfenberger    | 1L              | 24         | 0          | CA              | 2               | 0               |                    | -                  | -                  |             | -           | -           | 26     | 0      |
| 2019-2020       | Kapfenberger    | 1L              | 23         | 0          | CA              | 3               | 0               |                    | -                  | -                  |             | -           | -           | 26     | 0      |
| 2020-2021       | Kapfenberger    | 1L              | 12         | 1          | CA              | 3               | 0               |                    | -                  | -                  |             | -           | -           | 15     | 1      |
| 2020-2021       | Hartberg        | BL              | 17         | 0          | CA              | 0               | 0               |                    | -                  | -                  |             | -           | -           | 17     | 0      |
| 2021-2022       | Hartberg        | BL              | 8          | 1          | CA              | 1               | 0               |                    | -                  | -                  |             | -           | -           | 9      | 1      |
| Totale carriera | Totale carriera | Totale carriera | 90         | 2          |                 | 10              | 0               |                    | -                  | -                  |             | -           | -           | 100    | 2      |